# Karel Holan
Karel Holan (4. prosince 1893, Praha – 24. října 1953 Praha) byl český akademický malíř, krajinář, malíř sociálních motivů, a grafik.

## Život
Pocházel z druhého manželství pražského špeditéra Karla Holana (* 1860 Sedlčany) s Annou Hoblíkovou. Narodil se jako nejstarší z jejich tří synů (mladší byli Václav a Bohumil), dva nevlastní bratři z prvního manželství zemřeli před Karlovým narozením.
Maturoval na Karlínské reálce. Současně studoval kreslení a malbu v soukromých školách Vincence Beneše a Otakara Nejedlého. V roce 1913 začal studovat architekturu na české technice. Během první světové války byl povolán do armády, kde utrpěl zranění. Po propuštění z armády nastoupil studium na Akademii výtvarných umění v Praze, kde v letech (1915–1921) studoval figurální malbu v ateliérech profesorů Maxmiliána Pirnera, Karla Krattnera a Vlaho Bukovace.
V roce 1921 podnikl studijní cestu do Německa, dále tři cesty do Francie (1925, 1927, 1946) a naposledy v roce 1948 do Itálie.
Svou první výstavu uspořádal jako člen výtvarného odboru Umělecké besedy (V.O.U.B.). Od Umělecké besedy se v roce 1924 odštěpilo několik umělců. Čtyři z nich – Karel Holan, Miloslav Holý, Pravoslav Kotík a sochař Karel Kotrba založili Sociální skupinu (původně Ho Ho Ko Ko, někdy též Skupina sociálního umění). Názory skupiny vyjádřil Holan v článku O tendenčnosti v umění, který byl otištěn v časopisu Život v roce 1924.
V roce 1927 se stal členem SVU Mánes, ze kterého byl v roce 1930 po vážné roztržce vyloučen..
Poté se stal členem Spolku výtvarných umělců Myslbek. Zde měl výstavu v roce 1933 a v roce 1944. Souborná výstava k jeho šedesátinám se uskutečnila v prosinci 1953 po jeho smrti.

## Dílo
Rané dílo (přibližně z let 1919–1925) obsahuje sociální motivy z pražské periferie (například obrazy Noční společnost, Olšany, Radlice ve sněhu, Lom), pod vlivem Edvarda Muncha chmurné a tragické náměty (Utopená, grafický cyklus Kalibův zločin).
Pokračující a zralé dílo odkazuje více ke krajinářskému pojetí a barevné škále M. Utrilla. Je věnováno především Praze. Časté jsou zimní krajinné scenérie a motivy domů ze Střešovic,, kde měl Holan dobrý výhled a stálou inspiraci ze svého domu čp. 77/XIX Ve Střešovičkách 11, na nároží mezi ulicemi Na Kocourkách a Pod Andělkou. K častým motivům patří také zimní panoramatické pohledy, pouťové náměty jako Letenská pláň zastavěná boudami a stánky, nebo Karlův most, ve kterém Holan spatřoval národní symbol. Z let 1945-1952 pochází
Výběr:
- Ambulance (1923), Národní galerie v Praze[9]
- Pouť (1927), [10]
- Vrch Mravenčák (1930), GhMP[11]
- Panorama Hradčan z Letné[12]
- Pohled z Holanova domu na ulici Ve Střešovičkách (1933)[13]
- Průhled ulicí Pod Andělkou ve Střešovicích[14]
- Střešovice a Veleslavín s pískovnou, Galerie hl. m. Prahy
- Věž Letenské vodárny
- Folimanka s výhledem na Karlov
- Ruina Staroměstské radnice (1945), GhMP[15]
- Kostel sv. Jana na prádle
- Čertovka (1951)[16]

## Zastoupení ve veřejných sbírkách
Velkou kolekci 19 obrazů má ve sbírkách Galerie hl. m. Prahy,, dále Národní galerie, Muzeum hl. m. Prahy, České muzeum výtvarného umění, Krajská galerie výtvarného umění ve Zlíně, v zahraničí : Galleria del arte moderna Řím, Musée de Jeu de Paume Paříž.

## Galerie

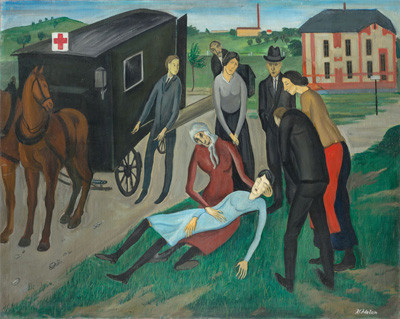
Ambulance (1923), NG Praha